# Take Love Easy
Take Love Easy (с англ. — «Относись к любви проще») — сорок второй студийный альбом американской джазовой певицы Эллы Фицджеральд, записанный совместно с джаз-гитаристом Джо Пассом в Лос-Анджелесе на студии Metro-Goldwyn-Mayer Studio 28 августа 1973 года и выпущенный в том же году.

## Об альбоме
Это первый из четырёх альбом Фицджеральд в дуэте с Пассом, ранее певица никогда не пела под аккомпанемент гитары. Следующие альбомы: Speak Love (1973), Fitzgerald and Pass... Again (1976) и последний альбом Easy Living (1986).
Элла и Пасс записывали не только студийные альбомы, были ещё и две концертных пластинки Newport Jazz Festival: Live at Carnegie Hall (1973) и Digital III at Montreux (1979).

## Список композиций
1. «Take Love Easy» (Дюк Эллингтон, Джон Латуш) — 4:36
2. «O Amor Em Paz» («Once I Loved») (Винисиус ди Морайс, Рэй Гилберт, Антонио Карлос Жобим) — 2:19
3. «Don’t Be That Way» (Бенни Гудмен, Митчелл Пэриш, Эдгар Сэмпсон) — 4:39
4. «You’re Blasé» (Орд Гамильтон, Брюс Сивир) — 3:27
5. «Lush Life» (Билли Стрэйхорн) — 3:34
6. «A Foggy Day» (Джордж Гершвин, Айра Гершвин) — 6:10
7. «Gee Baby, Ain’t I Good to You?» (Энди Разаф, Дон Редман) — 4:04
8. «You Go To My Head» (Фред Кутс, Хэйвен Гиллеспи) — 5:44
9. «I Want to Talk About You» (Билли Экстайн) — 3:28

## Участники записи
- Вокал: Элла Фицджеральд
- Гитара (Ibanez): Джо Пасс
- Продюсер: Норман Гранц